# Philippe Janvier
Philippe Janvier   (Chinon, 12 d'octubre de 1948) és un paleontòleg del Museu Nacional d'Història Natural de París.

### Llibres
- Rongeurs (mammalia, rodentia) du Miocène de Beni-Mellal. Co-escrit amb JJ Jaeger. Laboratoire de paléontologie des vertébrés de l'École pratique (1977)
- Norselaspis glacialis ng, n. sp. et les relations phylogénétiques entre les Kiaeraspidiens.... Laboratoire de paléontologie des vertébrés de l'Ecole pratique (1981)
- Les Thyestidiens (Osteostraci) du silurien de Saaremaa (Estonie). Masson (1985)
- La Classification cladistique: evolution ou revolution?. Societe Zoologique de France, Institut Oceanographique (1990)
- Premiers Vertébrés Et Vertébrés Inférieurs, Paris, 4-9 Septembre 1994. Coescrit per D Goujet, P Janvier, C Poplin, etc. Université Claude Bernard, Lyon (1995)
- Premiers Vertébrés Et Vertébrés Inférieurs, Paris, 4-9 Setembre 1994. Coescrit per D Goujet, P Janvier, C Poplin, etc. Université Claude Bernard, Lyon (1995)
- Early Vertebrates. Oxford University Press, USA (1996)
- Early vertebrates Oxford monographs on geology and geophysics. Clarendon press (1996)
- AGNATHANS AND THE ORIGIN OF JAWED VERTEBRATES (capítol, coautor). Shaking the Tree. Henry Gee. University of Chicago Press (2000) ISBN 0226284972

### Articles destacats
- Early specializations of the branchial apparatus in jawless vertebrates: a consideration of gill number and size. In Inclòs a Recent Advances in the Origin and Early radiation of Vertebrates, pp. 29–52, G. Arratia, M. V. H. Wilson and R., Cloutier (eds). Verlag Dr. Friedrich Pfeil, Múnic (2004)
- Calcified cartilage in the paired fins of the osteostracan Escuminaspis laticeps (Traquair 1880), from the Late Devonian of Miguasha (Québec, Canada), with a consideration of the early evolution of the pectoral fin endoskeleton in vertebrates. P Janvier, M Arsenault, S Desbiens, S. J. Vert. Paleont. 24, 773-779 (2004).
- Lamprey-like gills in a gnathostome-related Devonian jawless vertebrate. P Janvier, S Desbiens, JA Willett, M Arsenault. Nature 440, 1183-1185 (2006).
- Modern look for ancient lamprey. P Janvier. Nature, 443 :921-924 (2006).
- The anatomy of Euphanerops longaevus Woodward, 1900, an anaspid-like jawless vertebrate from the Upper Devonian of Miguasha, Quebec, Canada. P Janvier, M Arsenaul. Geodiversitas, 29, 143-216 (2007)